# Dichelostemma volubile
Dichelostemma volubile är en sparrisväxtart som först beskrevs av Albert Kellogg, och fick sitt nu gällande namn av Amos Arthur Heller. Dichelostemma volubile ingår i släktet Dichelostemma och familjen sparrisväxter.
Artens utbredningsområde är Kalifornien. Inga underarter finns listade i Catalogue of Life.

## Bildgalleri

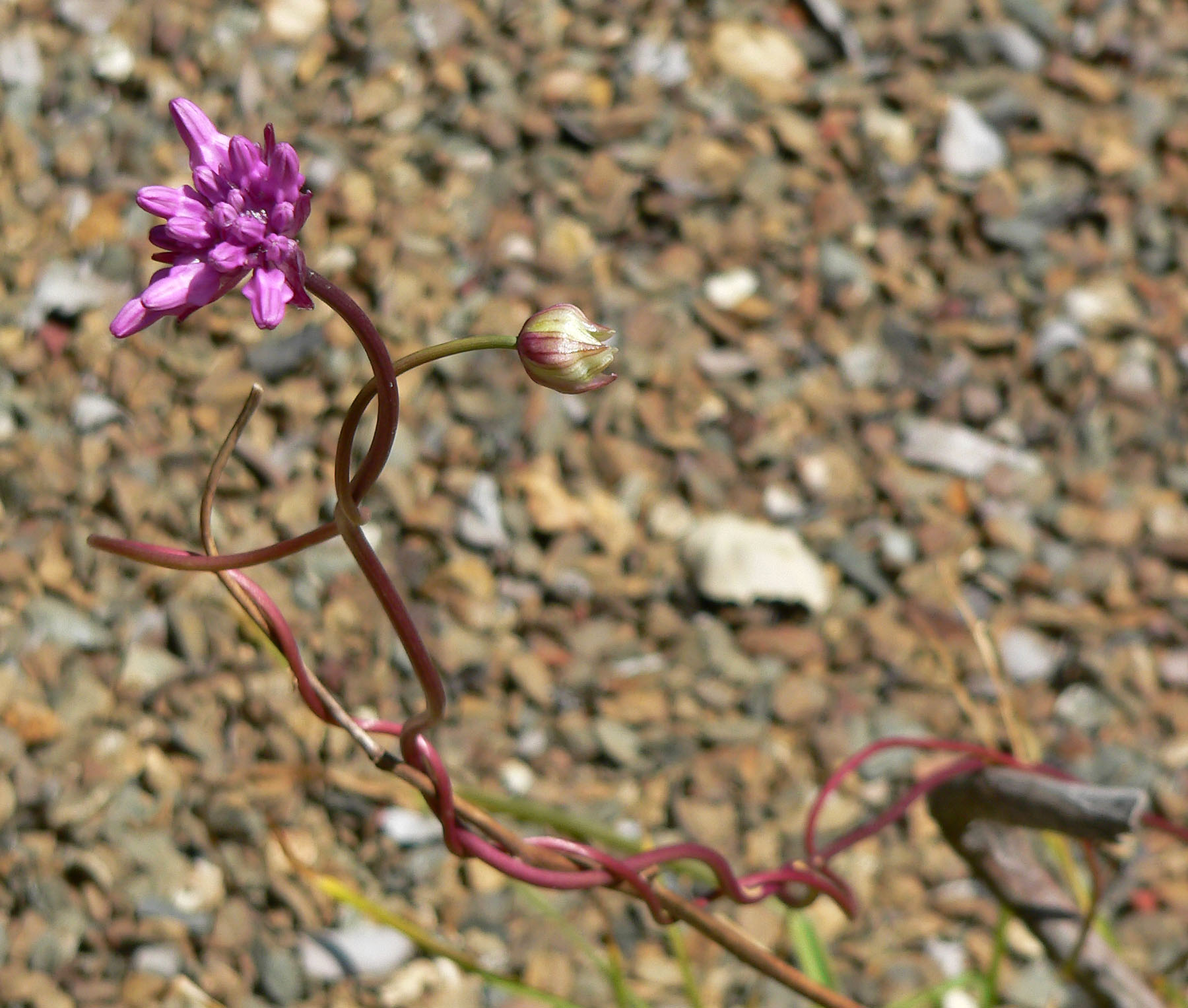
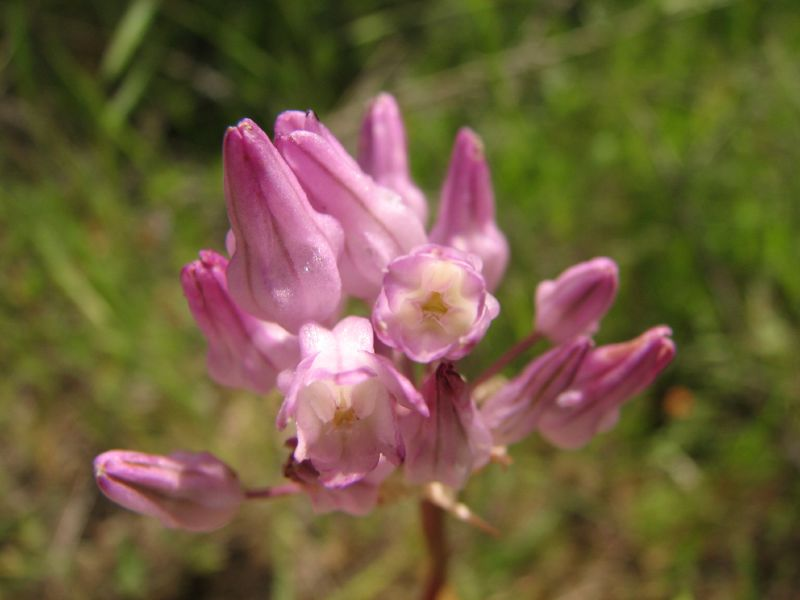